# Religions salvacionistes xineses
Les religions salvacionistes xineses o sectes religioses populars xineses són una tradició religiosa xinesa caracteritzada per la preocupació per la salvació i la realització moral de la persona i de la societat. Es distingeixen per l'igualitarisme, una persona carismàtica fundadora sovint informada per una revelació divina, una teologia específica escrita en textos sagrats, una escatologia mil·lenària i un camí voluntari de salvació, una experiència encarnada de la lluminositat mitjançant la curació i l'autocultiu, i una orientació expansiva mitjançant l'evangelització i la filantropia. Alguns estudiosos consideren que aquestes religions són un fenomen únic, i uns altres les consideren la quarta gran categoria religiosa xinesa, juntament amb el confucianisme, el budisme i el taoisme ben establerts. Generalment aquestes religions se centren en l'adoració del Déu universal, ja sigui representat com a masculí, femení o sense gènere, i consideren als seus patriarques com a encarnacions de Déu.
La frase "religions salvacionistes xineses" (en mandarí: 救度 宗教) (en pinyin: jiùdù zōngjiào) és un neologisme contemporani encunyat com a categoria sociològica, i que dona prominència a les sectes religioses populars, la recerca central és la salvació de l'individu i la societat, en altres paraules, la realització moral dels individus en comunitats de sentit reconstruïdes. Els erudits xinesos tradicionalment els descriuen com sectes religioses o creences populars (en mandarí: 民间 信仰) (en pinyin: mínjiān xìnyǎng). Aquestes noves religions són diferents de la religió tradicional comuna dels xinesos "han" que consisteix en l'adoració de Déus i avantpassats, tot i que en català hi ha una confusió terminològica entre les dues. Un nom col·lectiu que ha estat en ús possiblement des de l'última Dinastia Qing és huìdàomén (en mandarí: 会 道门). Les seves congregacions, punts de trobada i llocs de culte, es solen anomenar Tang (en mandarí: 堂). Els erudits occidentals sovint els qualifiquen erròniament com esglésies protestants. Les religions vietnamites Minh Đảo i Cao Dai van sorgir de la mateixa tradició i moviment de les religions populars xineses.